# Cabinet d'avocat
Un cabinet d'avocat est une entreprise libérale de droit privé formé par un ou plusieurs avocats.

## Utilité
Son utilité première est d'informer ses clients (personnes physiques ou personnes morales) de leurs droits et responsabilités, ainsi que les conseiller.
Dans des affaires civiles ou criminelles, des opérations commerciales, et d'autres opérations, un cabinet d'avocat peut aussi représenter son client en justice et le défendre.

## Formation, gouvernance
Habituellement, de nouveaux avocats dans le cabinet acquièrent de l'expérience, puis montent dans la hiérarchie interne, pour éventuellement parvenir jusqu'à la direction, et obtenir un pourcentage du capital social de la société, avec un revenu lié aux résultats de l'entreprise.

## Ressources humaines
Un cabinet d'avocat emploie principalement des avocats, mais aussi des secrétaires, des informaticiens, des agents et des clercs. Il peut sous-traiter une partie de ses activités.

## Typologies
Il existe différentes sortes de cabinets d'avocat, dépendant de la juridiction s’appliquant.
La profession étant libérale, dans un tel cabinet, un avocat ne peut que de façon exceptionnelle être salarié. En France, on a notamment :
- l'association d'avocats à responsabilité professionnelle individuelle (AARPI) ;
- la société civile professionnelle (SCP) qui permet la mise en commun des moyens d'exercer ;
- la société d'exercice libéral ;
- depuis la Loi pour la croissance, l'activité et l'égalité des chances économiques de 2015, toute forme d'entreprise à l'exception de la société en nom collectif et de la société en commandite.